# Аонион
Аонион (Аонийская равнина, греч. Πεδιάδα της Αονίας) — равнина в Средней Греции, в регионе Аония исторической области Беотия. Регион населяли аоны. В южной части равнины располагается древний город Фивы. В стихотворении Вергилия «шедшего вдоль по теченью Пермеса Галла одна из сестер увела в Аонийские горы». Также Вергилий упоминает источник «Аганиппа, что с гор в долины Аонии льётся». Возле Фив был ручей Диркё, воспетый Вергилием.
В северной части равнина ограничена горами Ипатон и Сагматас и озером Илики.
Через равнину проходят автомобильные дороги E 75, Аталанди — Халкис и Фивы — Халкис. Равнину пересекают реки Тесниос, Иеминос, Каламитис и др. На равнине выделяются урочища Колона, Петралона, Пернери, Маркос, Драпанос, Негризес, Канапица, Митикас, Склавохори, Вимарос, Битакос, Хоровотас и др.